# Pantographe (dessin)
Pour les articles homonymes, voir Pantographe.

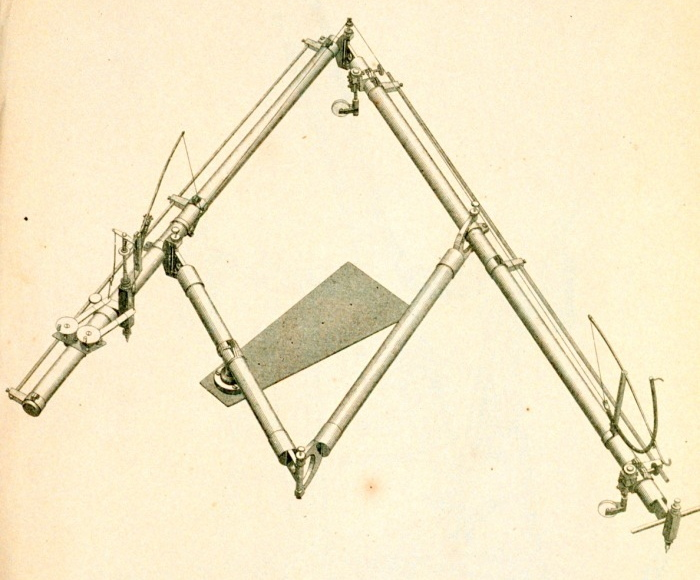
Un pantographe.

Démonstration du pantographe.

Un pantographe est un instrument de dessin, formé de tiges articulées, qui permet de reproduire un motif à l'échelle exacte, agrandie ou réduite, en utilisant les propriétés de l'homothétie pour conserver les proportions entre le dessin original et la copie.

## Histoire

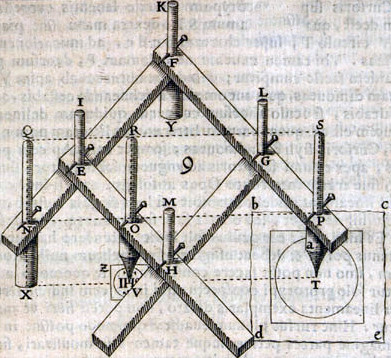
Vignette gravée sur bois tirée du traité de Christoph Scheiner (1631).

Le principe du pantographe a été énoncé de manière scientifique en 1603 par le mathématicien Christoph Scheiner, un jésuite, qui publia dans un traité en latin intitulé Pantographice seu ars delineandi (1631), des gravures reproduisant l'instrument  de son invention : construit en bois, il est utile pour dupliquer des diagrammes selon des rapports d'échelles variables. Un premier bras est fixe par rapport au support, le bras central est prolongé par un petit pointeur, et le dernier est muni d'un crayon. En déplaçant le pointeur sur le diagramme, une copie du diagramme est réalisée par le crayon sur une autre feuille de papier. La dimension de l'image produite peut être changée en modifiant la dimension du parallélogramme.

### XVIIIesiècle

#### En France

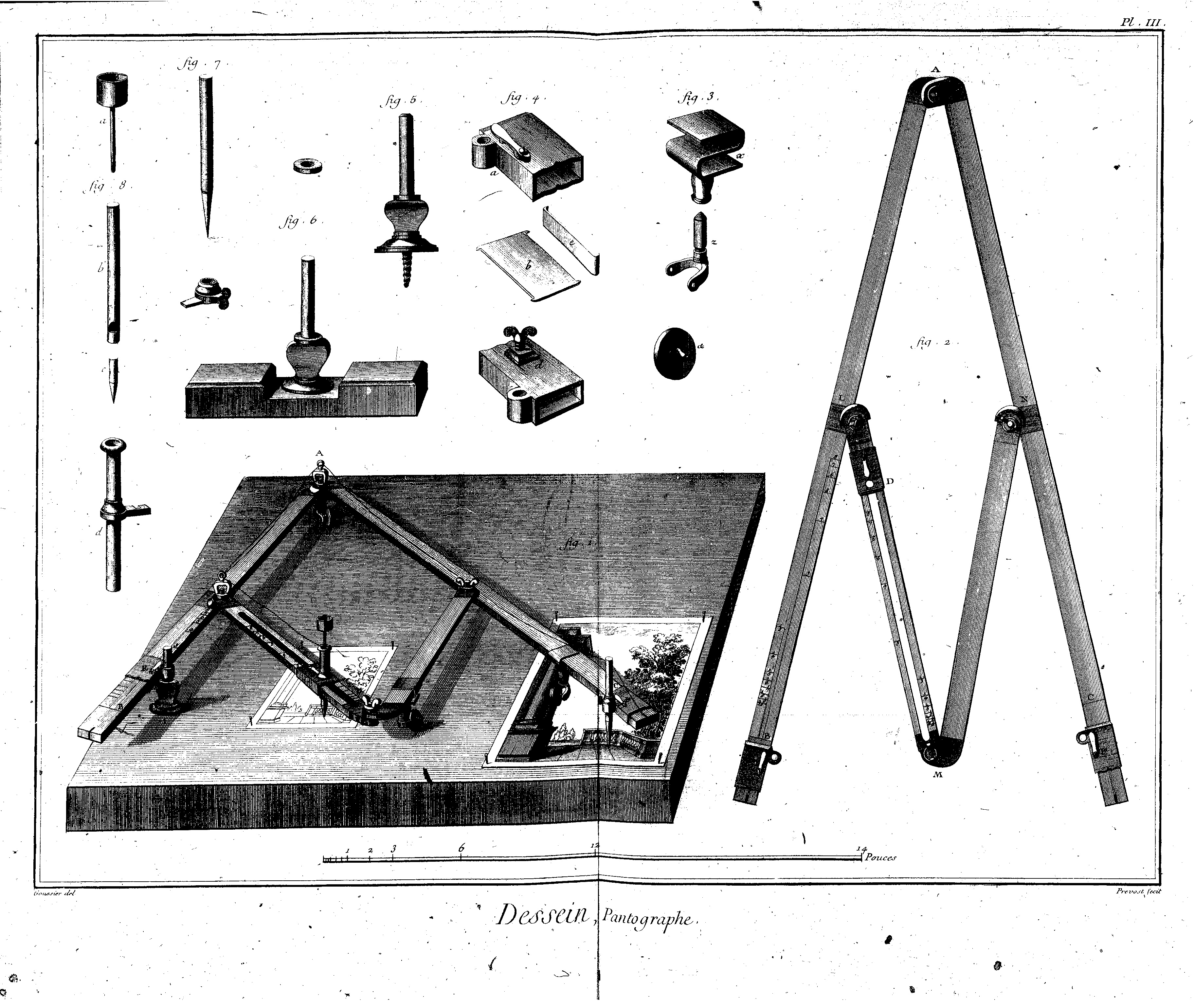
Pantographe, planche III du supplément illustré de lEncyclopédie, gravure en taille douce de Robert Bénard (1763).

Un article consacré au pantographe apparaît dans le volume XI (p. 827) de l'Encyclopédie de Diderot et D'Alembert :

« PANTOGRAPHE, s.m. (Art du dessein.) le pantographe ou singe, est un instrument qui sert à copier le trait de toutes sortes de dessins & de tableaux, & à les réduire, si l'on veut, en grand ou en petit ; il est composé de quatre regles mobiles ajustées ensemble sur quatre pivots, & qui forment entre elles un parallélogramme. A l'extrémité d'une de ces regles prolongées est une pointe qui parcourt tous les traits du tableau, tandis qu'un crayon fixé à l'extrémité d'une autre branche semblable, trace légèrement ces traits de même grandeur, en petit ou en grand, sur le papier ou plan quelconque, sur lequel on veut les rapporter… »

Il y est précisé plus loin qu'un certain Claude Langlois (1703-1760), ingénieur du roi, présenta en 1743 devant l'Académie des sciences (Paris) un principe amélioré du pantographe. Le pantographe est décrit encore plus précisément dans la deuxième livraison du Recueil de planches sur les sciences, les arts libéraux et les arts méchaniques (1763) qui complète l'édition de l'Encyclopédie. La IIIe planche, qui accompagne cette description, est intitulée [sic] Description et usage du Pantographe, nommé communément Singe, considérablement changé & perfectionné par Canivet, ingénieur du Roi & de MM. de l'Académie royale des Sciences pour les instruments de Mathématiques. Le Canivet en question est sans doute Jacques Canivet (1721-1774), constructeur d'instruments astronomiques et optiques, élève de Langlois.

### Applications dérivées (XIXesiècle)
Le 17 mai 1803, l'ingénieur anglo-américain John Isaac Hawkins dépose le brevet d'invention du « polygraphe », un appareil servant à écrire simultanément un même texte sur plusieurs feuilles de papier, et reposant sur le principe du pantographe : amélioré par Charles Willson Peale, le polygraphe est utilisé par le président des États-Unis Thomas Jefferson durant son mandat. 
En 1804, est inventé le diagraphe, un instrument d’optique utilisant le principe de la chambre claire (ou camera lucida) mis au point par William Hyde Wollaston et perfectionné par l’ingénieur et polytechnicien français Jacques-Dominique Gavard (1794-1871) sous le nom de « diagraphe pantographe procédé Gavard » (1831) et qui servait à dupliquer des tableaux de maîtres.

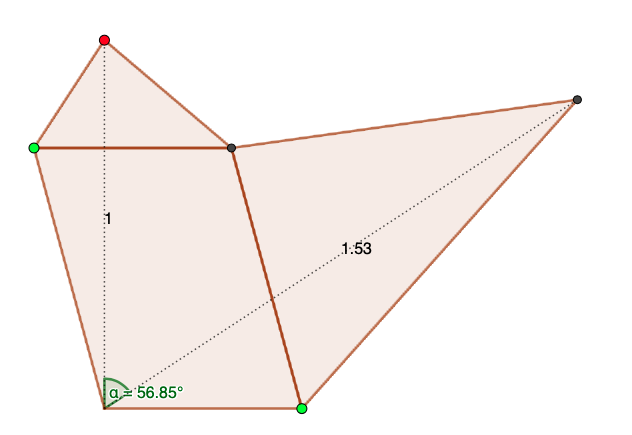
Pantographe de Sylvester implémentant mécaniquement une similitude.

Un autre instrument dérivé du pantographe ayant également pour objet de reproduire mécaniquement des figures avec ou sans changement d'échelle, est l'eidographe, a été conçu par William Wallace, en 1821.
De la reproduction de dessin ou figure en deux dimensions, on passa aux objets en trois dimensions : James Watt (1736–1819) en élabora le principe, à partir du pantographe, puis sa machine fut perfectionnée par Benjamin Cheverton (en) (1796–1876) en 1836. Une autre application reposant sur ce principe est le tour à portrait, servant à dupliquer les motifs des médailles (creux et reliefs), et qui dérive du tour à guillocher inventé à la fin du XVIIIe siècle. En France, plusieurs ingénieurs élaborèrent des machines similaires servant à dupliquer mécaniquement des sculptures : Moreau, Dutel, ou encore Achille Collas qui s'associe à Frédéric Sauvage en 1844 ; citons encore Henry Dalloz pour l'usine de pipes de Saint-Claude (Jura) en 1863, etc. En ajoutant deux triangles similaires, James Joseph Sylvester généralise à un mécanisme traçant n'importe quelle similitude directe, c'est-à-dire implémentant la multiplication par un nombre complexe.
Un pantographe perfectionné en 1859-1860 par François Willème sert, lui, à traduire la photographie en trois dimensions, procédé commercial qu'il baptise la photosculpture.